# Національний науковий центр
Національний науковий центр (ННЦ) — статус, який надається науково-дослідним (науково-технічним) установам, вищим навчальним закладам четвертого  рівня акредитації, що проводять комплексні наукові дослідження загальнодержавного значення, визнані на світовому рівні.
Надання і позбавлення статусу національного наукового центру провадиться Указом Президента України за поданням Кабінету Міністрів України.
Центру можуть надаватися пільги щодо конкретних науково-технічних розробок і досліджень.
Усі пільги, отримані при наданні установі статусу національного наукового центру, втрачаються у разі скасування цього статусу.